# Jádro Slunce

Schematické znázornění vnitřní stavby Slunce. 1 - jádro Slunce, 2 - vrstva v zářivé rovnováze, 3 - konvektivní zóna, 4 - fotosféra, 5 - chromosféra, 6 - koróna, 7 - sluneční skvrna, 8 - granulace, 9 - protuberace.

Jádro Slunce je centrální část Slunce, ve které probíhají termonukleární reakce a vzniká zde všechna energie Slunce.
Poloměr slunečního jádra je asi 175 tisíc kilometrů. Teplota v jádru dosahuje 1,5×107 K, na okraji asi 7 000 000 K. Vnitřní tlak se odhaduje na 2,5×1016 Pa. Hustota vnější části jádra asi 20 g/cm3, zatímco vnitřní části až 130 g/cm3. Tvořeno je hlavně volnými jádry vodíku, hélia a volnými elektrony. Jedna z teorií předpokládá, že doba rotace slunečního jádra je 11 dní, ale není přesně známo jakou rychlostí jádro rotuje, ani zda má Slunce diferenciální rotaci.
V jádru Slunce dochází během proton-protonového cyklu k fúzi jader lehkého vodíku na hélium. Ze čtyř jader vodíku vzniká jedno jádro hélia. 0,7 % původních protonů se přemění na energii. Každou sekundu se tak na energii přemění 5 milionů tun hmoty. Hustota výkonu v jádře je kolem 280 W/m3, tedy srovnatelná s hromadou kompostu. Tlak takto vznikajícího záření působí proti tlaku vznikajícího vlivem velké hmotnosti vnějších vrstev Slunce a udržují tak sluneční hmotu v hydrostatické rovnováze. Energie vzniklá ve formě fotonů gama záření se na povrch Slunce dostává prostřednictvím konvekce, absorpce a emise, opouští ho v podobě elektromagnetické radiace a neutrin.